# Rainer Hattenhauer
Rainer Hattenhauer (* 11. November 1962 in Wieda) ist ein deutscher Autor von Sachbüchern zu IT-Themen.
Rainer Hattenhauer studierte an der Technischen Universität Clausthal von 1982 bis 1989 Physik und wechselte anschließend an die Georg-August-Universität Göttingen, wo er 1992 in Physik mit einer Arbeit über das Problem „BFZA-Elektronenmikroskopskopie der Entmischung von Kupfer-Kobalt“ promoviert wurde. Anschließend wechselte er als Gymnasiallehrer an das Internatsgymnasium Pädagogium Bad Sachsa, wo er die Fächer Mathematik, Physik und Informatik unterrichtet.
Schwerpunkte seiner Publikationen sind IT-Themen.

## Veröffentlichungen (Auswahl)
- BFZA-Elektronenmikroskopie der Entmischung von Kupfer-Kobalt. Universität Göttingen, Göttingen 1992, DNB 930057856 (Dissertation).
- DivX. Data Becker, Düsseldorf 2001, ISBN 3-8158-2230-0.
- Das Linux-Video-Buch. SuSE Linux, Nürnberg 2003, ISBN 3-935922-62-0.
- Das große Buch Knoppix. Data Becker, Düsseldorf 2003, ISBN 3-8158-2519-9.
- Knoppix. Data Becker, Düsseldorf 2004, ISBN 3-8158-2428-1.
- Das große Buch Red Hat & Fedora Linux. Data Becker, Düsseldorf 2004, ISBN 3-89842-829-X.
- Einstieg in SUSE Linux 10.x. Galileo Press, Bonn 2006, ISBN 3-89842-829-X.
- Ubuntu GNU, Linux. Galileo Press, Bonn 2007, ISBN 978-3-89842-866-8.
- Einstieg in Ubuntu Linux. Galileo Press, Bonn 2008, ISBN 978-3-8362-1231-1.
- Windows Vista. Galileo Press, Bonn 2008, ISBN 978-3-89842-871-2.
- Android-Tablet. Die verständliche Anleitung. Vierfarben, Bonn 2015, ISBN 978-3-8421-0156-2.
- Digitale Life Hacks: 123 geniale Ideen, die das Leben leichter machen. Vierfarben, Bonn 2017, ISBN 978-3-8421-0309-2.
- Computerspiele für Senioren. Vierfarben, Bonn 2018, ISBN 978-3-8421-0513-3.
- mit Mareile Heiting: Windows 10. Das große Handbuch. 2. Auflage. Vierfarben, Bonn 2018, ISBN 978-3-8421-0458-7.
- Android-Smartphone: Die verständliche Anleitung. 5. Auflage. Vierfarben, Bonn 2019, ISBN 978-3-8421-0685-7.
- Das Computerlexikon für Einsteiger: Computer, Internet, Smartphone von A–Z. 3. Auflage. Vierfarben, Bonn 2019, ISBN 978-3-8421-0925-4.
- Informatik – Praxislehrbuch für Schule, Ausbildung und Studium. 2. aktualisierte Auflage. Pearson Studium, München 2020, ISBN 978-3-86326-962-3, urn:nbn:de:101:1-2020072003294865105630 (E-Book).
- ChatGPT & Co. Wie du KI richtig nutzt - schreiben, recherchieren, Bilder erstellen, programmieren. 2. aktualisierte Auflage. Rheinwerk, Bonn 2025, ISBN 978-3-367-10304-1.
- Midjourney & Co. Wie du mit KI beeindruckende Bilder schaffst. Rheinwerk, Bonn 2024, ISBN 978-3-367-10249-5.